# بت اورتن
بت اورتن (انگلیسی: Beth Orton؛ زادهٔ ۱۴ دسامبر ۱۹۷۰) یک موسیقی‌دان اهل بریتانیا است. وی از سال ۱۹۹۳ میلادی تاکنون مشغول فعالیت بوده‌است.